# 리보 루필리우스 프루기
리보 루필리우스 프루기 (Libo Rupilius Frugi, 101년 사망)는 로마의 원로원의원이자 로마 황제 마르쿠스 아우렐리우스의 조상이다. 88년에 보좌 집정관을 수행했다.

## 생애
그의 전체 이름은 루키우스 스크리보니우스 리보 루필리우스 프루기였을 것이다. 그는 마르쿠스 리키니우스 크라수스 프루기 (64년 집정관)와, 서기 46년에 보좌 집정관 퀸투스 술피키우스 카메리누스 페티쿠스의 딸인 술피키아 프라이텍스타타 사이에서 태어난 아들이며 27년에 집정관을 지낸 마르쿠스 리키니우스 크라수스 프루기와 스크리보니아의 손자이다. 그의 형제 가이우스 칼푸르니우스 피소 크라수스 프루기 리키니아누스는 87년에 집정관직을 수행했다. 프루기의 아버지는 66년과 68년 사이에 네로 황제에게 처형당하였으며 마르쿠스 아퀼리우스 레굴루스가 그에게 전해준 정보 때문이었다. 아버지가 죽은 뒤, 그의 어머니는 그와 형들을 베스파시아누스 재위 때인 79년 초에 원로원으로 데려가, 그의 아버지에 대한 복수를 하려 했다. 레굴루스와 그의 동료들은 원로원에 기소됐다.
'히스토리아 아우구스타'는 프루기가 원로원 계급이었고 그를 전직 집정관으로 언급한다. 프루기는 88년에 보좌 집정관으로 활동했다. 그는 소 플리니우스가 노르바누스 리키니우스의 경우에 관하여 원로원에서 강하게 언급했다고 전한 전직 집정관 '리보 프루기'와 동일 인물로 여겨진다.

## 가족
프루기는 마르쿠스 아우렐리우스의 조모인 루필리아 파우스티나의 아버지이다. 프루기는 트라야누스 황제의 조카인 살로니아 마티디아와 혼인했으나 이 혼인은 살로니아가 파우스티나의 어머니가 되기에는 늦었다. 역사가 크리스티앙 세티파니와 스트라찬 등은 대신에 파우스티나의 어머니가 비텔리우스 황제의 딸 비텔리아 갈레리아 푼다니아라고 주장한다.